# Myrcia neocambessedeana
Myrcia neocambessedeana är en myrtenväxtart som beskrevs av E.Lucas och Marcos Sobral. Myrcia neocambessedeana ingår i släktet Myrcia och familjen myrtenväxter. Inga underarter finns listade i Catalogue of Life.